# Adil Abdul-Mahdi
Adil Abdul-Mahdi al-Muntafiki (tiếng Ả Rập: عادل عبد المهدي المنتفكي, sinh ngày 1 tháng 1 năm 1942) là một chính trị gia Iraq, người đã từng là Thủ tướng Iraq kể từ tháng 10 năm 2018. Abdul-Mahdi là một nhà kinh tế và là một trong Phó Tổng thống Iraq từ năm 2005 đến 2011. Trước đây ông từng giữ chức Bộ trưởng Tài chính trong Chính phủ lâm thời và Bộ trưởng Dầu mỏ từ năm 2014 đến 2016.
Abdul-Mahdi là cựu thành viên của đảng Shi'a hùng mạnh, Hội đồng Hồi giáo Iraq tối cao, hay SIIC. Có trụ sở tại nước láng giềng Iran, nhóm này đã phản đối chính quyền Hoa Kỳ trong khi vẫn giữ mối quan hệ chặt chẽ với các nhóm khác do Mỹ hậu thuẫn chống lại Saddam Hussein, bao gồm cả người Kurd và Quốc hội Iraq.
Ngày 29 tháng 11 năm 2019, sau nhiều tuần biểu tình bạo lực, Mahdi tuyên bố từ chức. Quốc hội Iraq đã phê chuẩn đơn từ chức vào ngày 1 tháng 12 năm 2019. Tuy nhiên, ông vẫn tiếp tục trong vai trò tạm quyền cho đến ngày 1 tháng 2 năm 2020, khi Quốc hội Iraq phê chuẩn ông Mohammed Tawfiq Allawi thủ tướng mới. Sau khi ông này rút lui, Adil Abdul-Mahdi vẫn tiếp tục giữ chức tạm quyền cho đến khi thủ tướng mới là Mustafa Al-Kadhimil lên nhậm chức vào ngày 7 tháng 5 năm 2020.